# Nissastigen

Nissatigens nuvarande sträckning (Riksväg 26) mellan Jönköping och Halmstad.

Nissastigen kallas landsvägen mellan Jönköping och Halmstad, en urgammal handelsväg som utgjorde Njudungs väg till havet i väster och som numera är en del av riksväg 26. Vägen är belagd i skrift sedan 1500-talet. Analys av medeltida ordsnamn och förekomst av järn- och bronsåldersgravar antyder att vägens nordliga del tidigare gick över Värnamo snarare än Gislaved.
Namnet kommer av att den till stor del följer ån Nissan. Motsvarade leder finns även längs Lagan (Lagastigen) och Ätran (Ätrastigen).
Nissastigen är även namnet på en väg i Bagarmossen i södra Stockholm.